# مهرجان طبرقة للجاز
مهرجان طبرقة للجاز (بالإنجليزية: International Festival of Jazz)‏ هو مهرجان تونسي سنوي للموسيقى، ينتضم، منذ عام 1970، في شهري جويلية وأوت بمدينة طبرقة الساحلية.

### مواضيع ذات علاقة
- قائمة المهرجانات في تونس
- طبرقة.

### وصلات خارجية
- (بالفرنسية) الموقع الرسمي لمهرجان طبرقة للجاز.